# 卡爾·古斯塔夫M/45衝鋒槍
卡爾·古斯塔夫M/45（瑞典語：Kulsprutepistol M/45；又稱：Swedish-K，意為：瑞典K）是一系列由瑞典輕武器設計師貢納爾·約翰遜（英語：Gunnar Johnsson）在1944—1945年間設計，於1945年正式定型（定型後命名為M/45），並且由位於瑞典埃斯基爾斯蒂納市（Eskilstuna）的卡爾·古斯塔夫城市步槍兵工廠（目前已經與佛倫內德飛比斯福肯軍械公司合併）所生產的冲锋枪，發射9×19公釐帕拉貝倫口徑手枪子彈。
卡爾·古斯塔夫M/45是瑞典國防軍從1945年—1990年代末裝備的制式衝鋒槍，後來它逐漸被新型的Ak 4自動步槍和Ak 5突擊步槍所取代。M/45的最後用戶，瑞典國民警衛隊（瑞典語：Hemvärnet）亦於2003年將M/45完全撤裝。
卡爾·古斯塔夫M/45衝鋒槍的設計定型之所以能夠在1944—1945年間如此迅速完成，乃是得益於二戰期間有許多著名的衝鋒槍設計可作參考。特別是對於那些採用鈑金衝壓件技術生產的衝鋒槍，包括德国MP40、英国斯登、苏联PPSh-41和PPS-43等進行了詳細研究。M/45的原型槍在1944年初設計，在同年與胡斯克瓦那兵工廠（瑞典語：Husqvarna Vapenfabriks Aktiebolag，簡稱：HVA）的原型槍開始作競爭測試，前者最終被被瑞典國防軍選定，以為作進一步研製。1945年，瑞典完成了對首個投產型的研發，並且命名為Kpist M/45。另一方面，丹麦的霍弗爾M/49衝鋒槍雖然在外觀上與卡爾·古斯塔夫M/45衝鋒槍相似，但事實上並非一款衍生自M/45的武器。霍弗爾M/49衝鋒槍是由在瑞典國防軍競標測試中失敗的對手，胡斯克瓦那兵工廠所研發。

## 設計細節

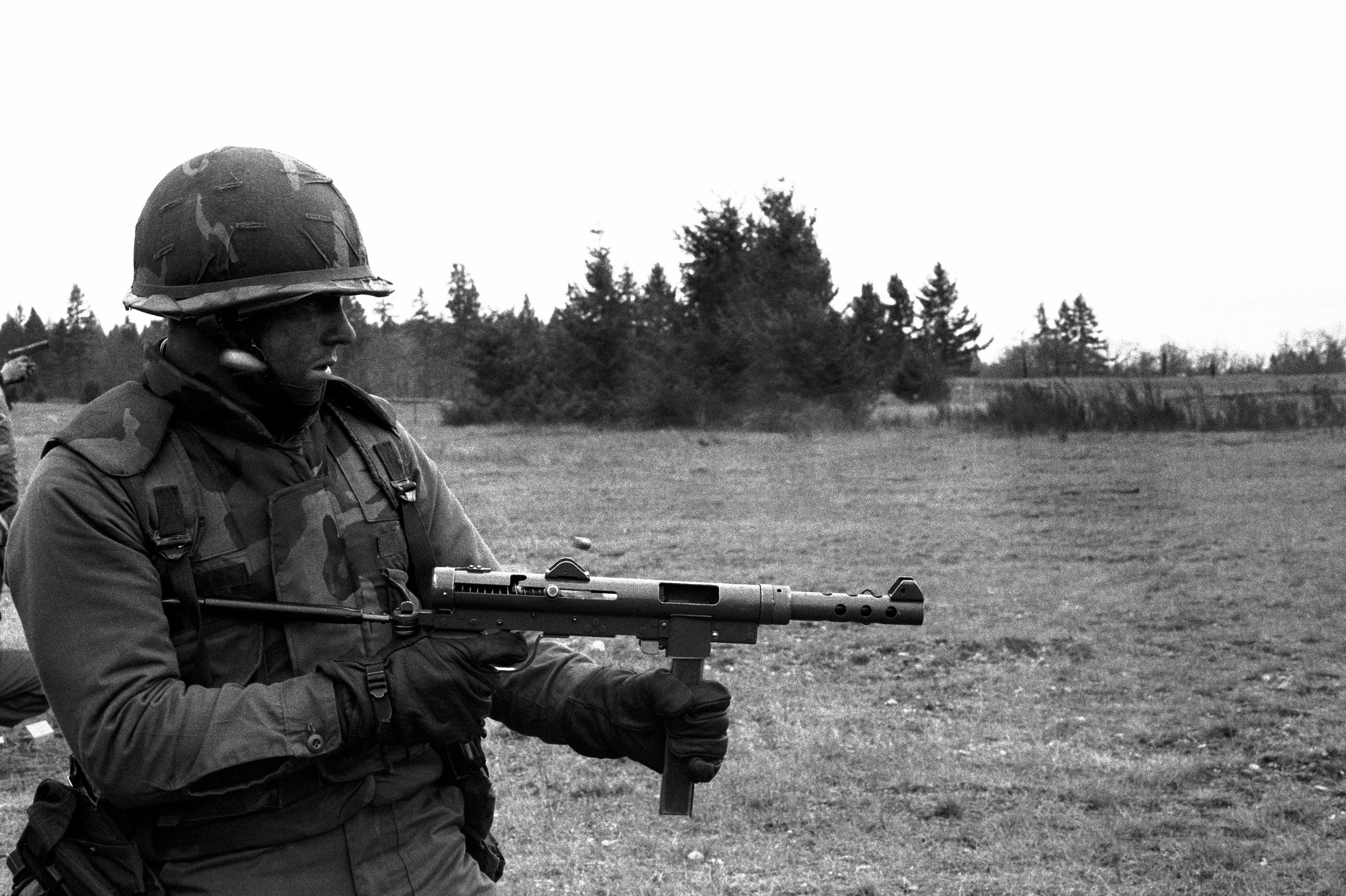
美國陸軍瑞典K衝鋒槍：美軍士兵在特殊武器訓練期間使用M/45B衝鋒槍射擊。（注意圖中使用者將彈匣充當前握把並不正確。正確的握持位置該是在彈匣插座前方和穿孔式隔熱罩後方的位置）

除了警用型外，標準軍用型卡爾·古斯塔夫M/45系列衝鋒槍是一種只能全自動射擊，並不具備半自動射擊模式的武器。其空槍重量為3.35公斤（7.39磅），而裝上了36發可拆卸式彈匣（已裝填）的重量為4.2公斤（9.25磅）。槍托伸展時長度為808毫米（31.81英吋），而槍托摺疊時則為550毫米（21.65英吋）。該槍採用了開放式槍栓和固定式撞針。由於射速較低，僅為550—600發／分鐘，相對地槍栓機構活動較慢而導致其後座力（直接後座力）亦較低，使得全自動射擊時可以很容易控制。接受過少許訓練或本身熟練的射手，只要通過於下一輪射擊循環之前放開扳機的扳機控制技巧，也很容易實現單發射擊。作為一款開放式槍栓武器，M/45的精度比不少同類武器要高，達到200公尺（218.72码，656.17英尺）。
全槍主要是由機匣本體、槍托組件、發射機構和彈匣套等零部件組成。機匣本體為鋼板衝壓折彎並經焊接成形，截面為上圓下方的形狀。上部的圓筒部分容納槍栓和復進簧節套等零件，下部的方形部分容納發射機構和彈匣插座等零件。在機匣前部的圓筒內焊接有槍管節套，下部具有槍管隔熱罩定位銷和定位銷簧。槍管節套後下方為彈匣入口，彈匣插口上方開有一個較大的拋殼口，在彈匣插座後部裝有彈匣卡筍、卡筍簧和卡筍軸。
其槍栓組件結構非常簡單，整體形狀和設計與英國斯登非常接近，槍栓重量僅為770克，主要由槍栓本體、拉機柄、抽殼鈎、退殼鈎彈簧和退殼鉤軸組成。槍栓由兩段粗細不同的圓柱形組成，前段較粗較長，後段較短較細。槍栓前端下部和兩側都銑掉一部分，形成推彈突起，彈底窩在槍機前端面中央，擊針尖直接在彈底窩中心加工成形。槍栓右側銑有抽殼鉤安裝槽。槍栓後部靠近較細的那段槍栓體上開有一個水平孔，用於安裝拉機柄，拉機柄自右向左裝入槍栓。槍栓下部銑成平面，但靠後部留有一段保持原樣，剛好形成待擊突起，阻鐵就卡在這個突起前部，阻擋槍栓前進。此外拉機柄槽一直開到機匣尾部，槍栓和拉機柄可以直接從機匣內向後取出，而無需如斯登般需要先從槍栓上取下拉機柄才能取出槍機。
卡爾·古斯塔夫M/45並無裝上手動保險。取而代之的是在機匣圓筒右側開有的拉機柄讓位槽後方一個向上的小型待發保險卡槽，可以將拉機柄卡入卡槽內使槍機鎖定以防止意外發射，這個設計也亦與英國斯登類似。在美國軍隊照片這個例子之中，可以看到這短短的保險右側卡槽後就在L型照門座的後方。這種設計特性的缺點是武器需要一段比較長的才能完成射擊準備，因為士兵必須將他的右手離開手槍握把和扳機，就像是操作一枝手動步槍一樣。
單股鋼絲螺旋狀復進簧的前部套在槍機後部直徑較細的外緣上，而後部則抵住機匣蓋帽內部。由於主要依靠機匣內壁導引槍機和復進簧，所以沒有單獨的復進簧導桿，簡化了機匣內部設計，也減少了零件數量。
發射機構位於機匣中部靠後位置下方的方形部分以內，主要是由阻鐵、阻鐵簧和扳機組成。由於只能連發射擊，所以扳機與阻鐵一直扣合在一起。阻鐵上方還有一個限位軸，用於給阻鐵定位。
槍托座鉚接在機匣後部下方，同時裝有平形四邊型手槍握把。該槍採用鋼管折彎而成的右折疊式框形槍托，槍托前部上下兩端以鉚釘分別固定在手槍握把上下兩端，握把上部的槍托座上設有槍托卡筍按鈕，按下此按鈕即可展開和折疊槍托。由於槍托抵肩部分被壓扁並彎成一定弧度，使用者據槍時既穩固又舒適。槍托上部設有一節橡膠護套，可防止低溫情況下，使用者在貼腮瞄準時皮膚與金屬槍托表面粘連。
照門座和照門等零件焊接在機匣圓筒的中上部。照門座兼作照門護翼，照門結構是翻轉型，有3個位置的照門，分別對應100公尺、200公尺和300公尺三個射程，這是因為該槍主要使用由瑞典自行研製的M/39B手槍子彈，其彈頭殼較厚，重量亦有所增加，雖然槍口初速不變，但其有效射程可以達到300公尺，所以在卡爾古斯塔夫M/45上特別設置了300公尺的照門，雖然實際使用中還是以100公尺和200公尺為主。
槍管為一獨立零件，擰下槍管隔熱罩以後就可以從機匣節套內抽出槍管。在槍管尾端外緣具有一個直徑稍大的定位環，上面銑有一個定位缺口，與節套上的定位突起配合，可以實現槍管的軸向和徑向定位。槍管隔熱罩用於緊鎖槍管，亦供射擊時握持使用，防止炙熱的槍管燙傷使用者。槍管隔熱罩主體為空心钢管，上面開有圓形散熱孔，後部焊接有槍管鎖緊螺套，螺套表面輥壓有防滑紋以便分解時旋下護筒。護筒前部頂端焊接有準星護翼和準星，準星可通過專門工具以調整風偏和高低。護筒左側中部鉚接有一個用於固定前背帶環的開孔鉚釘。
卡爾·古斯塔夫M/45衝鋒槍的供彈具為36發雙排雙進彈匣。該彈匣由钢板衝壓而成，表面光滑，與一般彈匣結構類似，都是由彈匣本體、托彈板、托彈簧、彈匣底板和托彈簧底板所組成。彈匣上部後方焊有一個突起，與彈匣卡筍扣合，將彈匣固定在槍上。該彈匣最大的特點就是前部稍窄，而後部較寬，這樣彈匣截面近似於梯形。採用梯形設計的好處是槍彈軸線並不與彈膛軸線平行，左右兩排槍彈與彈膛中心軸線都有一很小的夾角，推彈進膛時便於規正槍彈；同時這種形式的彈匣形成的額外空間使其在滿佈灰塵和／或污物的環境以及零度以下的氣溫均不敏感，因而更有效地提高其供彈可靠性。相對地，前後寬度一致設計的彈匣（例如MP40和斯登的彈匣）在不利的條件以下（例如寒冷天氣裡）就會出現因彈匣收縮並且擠壓內部子彈而更容易出現卡彈的現象。該彈匣於戰後被芬兰索米M1931衝鋒槍所使用，並且命名為M/54，其衍生型M/55（由拉普生產）的一個顯著特徵是一根承載環線的托彈簧裝在的前方底部的邊緣。與卡爾·古斯塔夫M/45相同基本設計類型的彈匣也被應用於捷克CZ 23／25及法國MAS以上。
隨槍附件包括一個特殊的縮小口徑槍管（銀色塗裝）和低威力的M/39空包彈藥行以使用空包彈射擊。在發射空包彈的時候，必須利用縮小口徑槍管的槍口的螺紋（並通過夾子固定）裝上一個錐狀空包彈助退器，以確保其機構有足夠高壓火藥燃氣來保持其反沖作用操作的循環。其他配件包括連接到固定日間瞄準具（準星：護翼片狀；照門：L型）的夜間瞄準具（只能於戰爭使用），可掛在拋殼口上用於收集空彈殼的彈殼收集袋（只能於和平使用，重裝和回收黃銅彈殼），一個站崗時用以固定槍機、防止意外開火的可快速拆卸式（通過連接的線纜）拋殼口蓋（塗著鮮红色），以及在最快6秒鐘內將36發彈匣裝滿的快速装弹器（由於供應量有限，因此很少發配）。M/45也具有一套標準發配的清潔套件，包含一個帶螺紋的清潔棒，螺紋擦槍頭，擦槍頭容器，潤滑劑，和擦槍布。標準發配的槍背帶是由皮革所製成，連接到機匣圓筒後座左邊和槍管套左邊的槍背帶安裝條。

## 衍生型
M/45衝鋒槍主要有以下型號：
- 首次生產型：衝鋒槍型號為Kpist M/45和Kpist M/45S，具有可拆卸的（通過可拆卸的夾子）彈匣插座。它們分別使用了50發4排式直形彈匣和以後為了解決供彈故障的問題而在1948年推出的標準型36發直形彈匣。隨著時間的推移，首次生產型M/45的永久鉚釘彈匣插座轉移到機匣上。[2]M/45使用深色槍身金屬表面。
- 主要生產型：衝鋒槍型號為Kpist M/45B，最主要的生產型，定型後一直被瑞典軍方使用至今。具有不可拆卸的鉚接固定式彈匣插座，以防止繼續使用Kpist m/37-39衝鋒槍的舊彈匣；較小的槍管隔熱罩散熱孔，以防止槍管隔熱罩強度不夠而容易彎曲；以及加強槍機緩衝器（在機匣的後部），在機匣蓋帽圓周上均佈有三個鉚釘，與機匣尾部的3個“L”形槽配合來把機匣尾蓋鎖緊在機匣尾部，並且在機匣尾蓋上部增加了一個固定緩衝器尾蓋到位鉤子，下部增加了一個方形突起。當機匣尾蓋旋轉安裝到位後，其上部的鉤形部分與機匣頂部鉚接的定位片扣合在一起，下部方形突起進入槍托座的槽內，進一步限制住機匣尾蓋的軸向移動。[2]早期m/45B型號具有與m/45相同的金屬表面，但其後的都改為灰綠色的亮漆表面處理。
- 閱兵遊行、聯合國部隊及站崗型：衝鋒槍型號為Kpist M/45C，專用於阅兵遊行和站崗時所使用。在1970年之前斯德哥爾摩王宮門口站崗的士兵是在M/45B的槍管隔熱罩下方焊接上一個刺刀座以便安裝刺刀。後來才把這種有刺刀座的衝鋒槍定型為M/45C，並配備瑞典M/94卡賓槍的刺刀。在1960年代剛果危機期間，來自瑞典聯合國維和部隊使用的亦是C型。標準型M/45和M/45B並無任何刺刀座。[2]
- 警用型：衝鋒槍型號為Kpist M/45D和M/45BE／M/45BET，裝備瑞典警察以強化火力，只是改為擊發調變式衝鋒槍，即是與軍用型號不同的是其配備了在全自動或半自動射擊間切換的快慢機。由於認為某些執法場合下不適宜使用全自動武器，它們增加了快慢機，能選擇半自動和全自動射擊方式。警用型號當中，“E”意為瑞典語：，即是單發；而“T”意為瑞典語：，即是催淚瓦斯。[2]
  - BE型號具有與軍用型號相同的黑色氧化表面處理，但如果舊有的表面處理變得過於磨損，也可以塗為黑色；其後在1970年代中後期，其槍托形狀亦作出了改進（M/75），具有一個可拆卸的頂部托腮板，可讓操作者戴著有面罩的防暴頭盔（Huvudskydd M/69）時仍然能夠抵肩瞄準。
  - BET型號塗成黑色槍身，槍管上有明顯的催淚彈發射器，只會被用來發射M/74催淚瓦斯罐（Tårgaskastspray M/74），而該槍也裝有很高的準星和照門上的可調節立框式表尺（30、45和60米）；後來還作出修改，以保證只能單發射擊。
  - 為了能夠將催淚瓦斯罐射出，還得需要使用一種特殊的推進彈藥（9毫米lös ptr M/T）。在武器的左側還具有紅色貼紙，以提醒使用者必須使用該特定類型的彈藥。
  - 1990年代初中期，M/45 BET被HK MZP1（HP40）所取代，因為它被認為不合時宜，而且新型的催淚瓦斯罐所含的有害物質，氟里昂12（Freon 12）很難拿出來使用。

## 生產和使用
瑞典軍隊從存貨逐步淘汰Kpist m/45衝鋒槍，正式地宣布它已經過時。
除裝備瑞典軍隊外，M/45系列還曾向印度尼西亞、愛爾蘭、澳大利亞、美國、愛沙尼亞、伊拉克等國出口，一些國家更是生產該武器。愛爾蘭軍隊及聯合國維和部隊在1960年代剛果危機期間、1970年代黎巴嫩內戰期間以及同期的北爱尔兰问题期間都有使用卡爾·古斯塔夫M/45衝鋒槍參與戰鬥。它被斯泰爾AUG，大小相當於某些衝鋒槍的緊湊型突击步枪，從愛爾蘭軍隊的存貨逐步取代。
瑞典軍隊的卡爾·古斯塔夫M/45在1990年代中期期間逐漸被新型的Ak 4自動步槍和Ak 5突擊步槍所取代。

### 在埃及的特許生產
埃及在1951年獲得M/45B衝鋒槍的特許生產權，並分別命名為“塞德港”（英語：Port Said）和“亞喀巴灣”（英語：Akaba）。生產該槍所需要的工具以及技術援助是由瑞典在1950年代向埃及出售。生產商為瑪迪軍用與民用工業公司（英語：Maadi Military & Civil lndustries Company），塞德港衝鋒槍被列為埃及軍隊制式裝備。塞德港的外觀和功能與M/45基本完全一樣，而亞喀巴灣則是其修改及簡化的版本。亞喀巴灣衝鋒槍移除了槍管隔熱罩，並且改用稍微縮短槍管，而折疊式槍托亦被類似美国M3A1衝鋒槍、法国MAT-49冲锋枪和比利时維涅龍衝鋒槍的可伸縮式金屬桿槍托所取代。埃及除了自身裝備外，亦向阿拉伯世界和非洲鄰國出口。從1955年開始，不少巴勒斯坦自願軍士兵在經加沙地带滲入以色列行動及夜間襲擊中都使用塞德港衝鋒槍。在1956年第二次中东战争、1967年第三次中东战争以及1973年贖罪日戰爭之中，以色列繳獲了大量塞德港衝鋒槍，並且將其中一部分作為剩餘武器流入國際收藏市場。埃及或其他使用國剩餘的塞德港衝鋒槍其後被黎巴嫩內戰的各派使用。
在1981年10月6日，开罗舉行慶祝贖罪日戰爭勝利8周年的閱兵儀式上，刺殺當任埃及总统薩達特的叛亂士兵主要使用塞得港衝鋒槍掃射主席台，而該名叛亂士兵最終也被薩達特貼身保鏢的塞得港衝鋒槍射殺。

### 美國在東南亞地區的使用情況
在越南戰爭期間，美國海軍海豹部隊廣泛地採用卡爾·古斯塔夫M/45衝鋒槍。它們發現這種武器在潮濕和泥濘環境中功能可靠，出水後能立即射擊，其近程火力在叢林遭遇戰中足以應付，所以就在滲透巡邏任務中廣泛使用這種衝鋒槍。它亦被中央情报局在越南的特工人員和顧問所使用。在美国服役的該槍通常被稱為“瑞典-K”（英語：Swedish-K）或是“K步槍”（英語：K-Rifle）。美國海軍對卡爾·古斯塔夫M/45的印象非常深刻，當瑞典在1966年禁止該武器出口到美國，史密斯威森公司在部隊的迫切需求下研製了M/45的彷製型。這槍被命名為史密斯威森M76。然而，當史密斯威森M76已經準備戰鬥部署時，大多數美國海軍海豹部隊在亞洲的直接行動已經結束了。美國部隊和機構所使用的所有卡爾·古斯塔夫M/45都沒有批號，這意味著他們沒有任何標記，暗示它們都是秘密使用。在1980年代，MK武器公司生產了MK-760，它是史密斯威森M76的彷製型。
海豹部隊所使用的M/45經常裝上消聲器，早期的海豹型M/45使用改進自最初戰略情報局（英語：Office of Strategic Services，簡稱：OSS）為M3衝鋒槍生產的消聲器。該消聲器很重（約2.7公斤），既麻煩，使用壽命又短，消聲效果不佳，而且會破壞其原有的精度。這消聲器很快被卡爾·古斯塔夫設計的一種要輕得多和使用效果更好的消聲器所取代。另外為了提高行動的隱密性，海豹隊員也經常使用卡爾·古斯塔夫生產的彈殼收集袋。

## 使用國
- 阿尔及利亚[4]

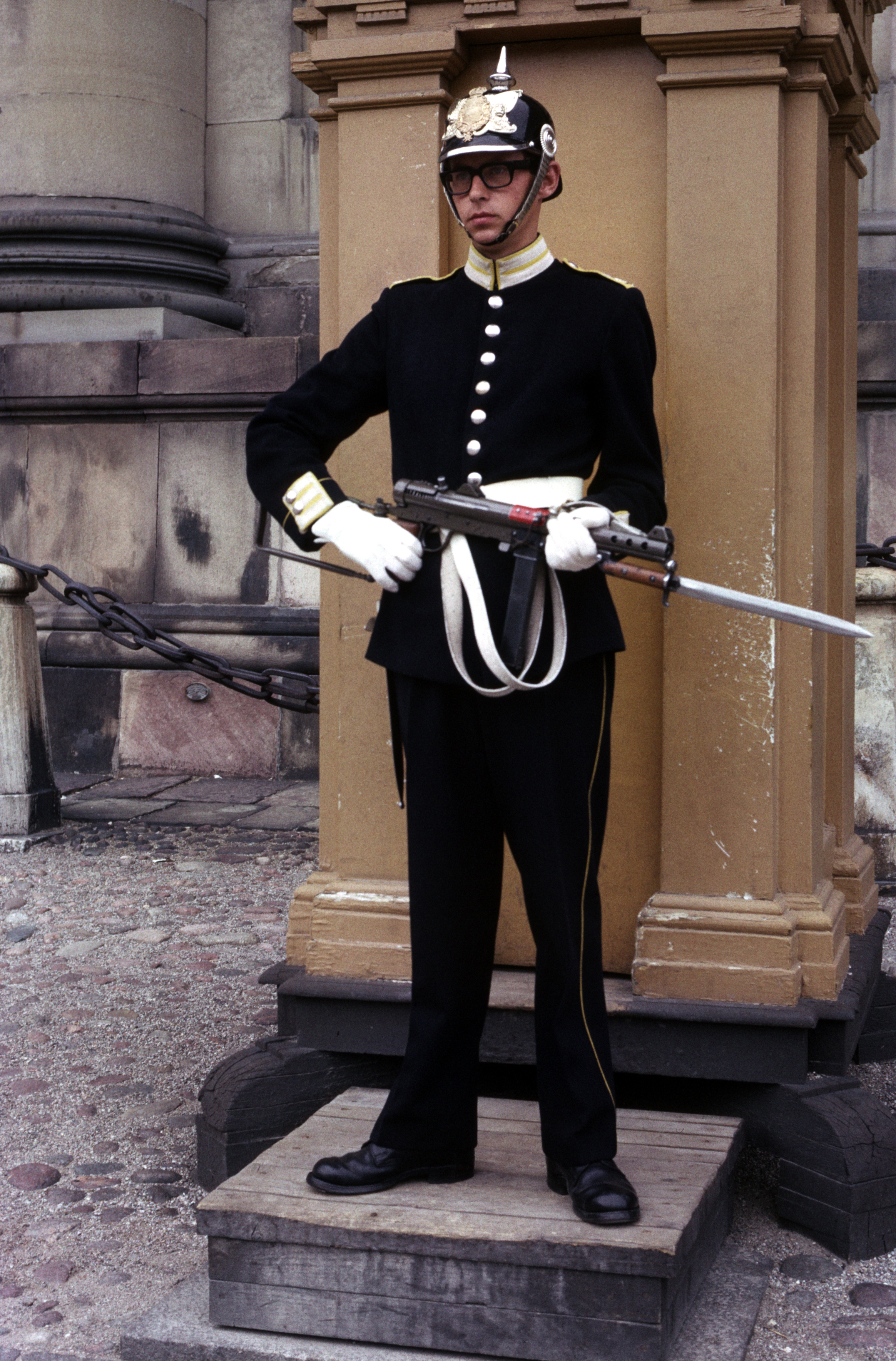
1965年，手持Kpist M/45C的斯德哥爾摩王宮守衛（注意塗著鮮红色的拋殼口蓋）

- 埃及：當地特許生產，並命名為命名為“塞德港”（英語：Port Said）和“亞喀巴灣”（英語：Akaba）。[4]
- 爱沙尼亚
  - 愛沙尼亞海軍
- 印度尼西亞：當地特許生產。[5]
- 伊拉克
- 愛爾蘭：[6]撤裝，不再服役。
- 约旦
- 黎巴嫩
- 巴拉圭[4]
- 南越
- 瑞典[5]
- 乌克兰
- 美国
  - 美國海軍三棲特戰隊（越戰期間使用）
- 葉門

## 流行文化

### 電影
- 2009年—：推斷為延長槍管民用型。
- 2009年—：在脫衣舞台及終末槍戰中由黑幫成員所使用。
- 2010年—：由馬文（Marvin Boggs，約翰·馬可維奇飾演）拾起並且稱為“瑞典-K”。
- 2011年—：由貧民區黑幫和劫匪成員李歐（Tego Leo，泰戈·卡德隆飾演）所使用。

### 電子遊戲
- 2013年－：命名為「瑞典-K衝鋒槍」，以40發彈匣供彈；修改版本具有裝上皮卡汀尼導軌的改裝。
- 2015年－：命名為「M/45」，發射9×19毫米子彈，載彈量36發，歸類為衝鋒槍。武器商店中價格為$9,000，聯機模式中能夠由執法機關機械師（Mechanic）所使用（原先設定為罪犯陣營專用武器，但後來基於遊戲公平性而進行了調整，與UMP45對調，M/45因而成為執法機關專用武器；罪犯解鎖條件為：以任何陣營進行遊戲使用該槍擊殺1250名敵人後購買武器執照）。奇怪地在多人模式中能夠切換為半自動模式（真槍只能全自動射擊）。可加裝各種瞄準鏡（反射、眼鏡蛇、全息瞄準鏡（放大1倍）、PKA-S（放大1倍）、Micro T1、SRS 02、Comp M4S、M145（放大3.4倍）、PO（放大3.5倍） 、ACOG（放大4倍）、PSO-1（放大4倍）、IRNV（放大1倍）、FLIR（放大2倍））、附加配件（傾斜式機械瞄具、傾斜式紅點鏡、手電筒、戰術燈、激光瞄準器）及槍口零件（槍口制退器、補償器、重槍管、抑制器、消焰器）。單人模式當中則能夠由主角尼古拉斯·門多薩所使用。

## 外部連結
- （英文）—Modern Firearms－Carl Gustaf Kpist M/45 submachine gun（页面存档备份，存于）
- （英文）—Weapon.ge—
  - Carl Gustaf Kpist M/45（页面存档备份，存于）
  - Port-Said / Akaba[]
- （英文）—weapons and more－Carl Gustav M-45
- （英文）—weaponsystems.net—Carl Gustaf M/45（页面存档备份，存于）
- （英文）—Guns.com－The Things They (Really) Carried: The Karl Gustav M/45（页面存档备份，存于）
- （英文）—Military, Security and Civilian Guns and Equipment－Carl Gustav m/45 (Kulsprutepistol m/45 / Kpist m/45 / Swedish K)（页面存档备份，存于）
- （英文）—MACV-SOG: A Unit of Modern Forces Living History Group（页面存档备份，存于）
- （英文）—The Firearm Blog.com—A Look Inside Movie Armament’s Vault（页面存档备份，存于）